# کاماری دویل
کاماری دویل (انگلیسی: Kamari Doyle؛ زادهٔ ۱ اوت ۲۰۰۵) بازیکن فوتبال اهل انگلستان است.
وی همچنین در تیم‌های ملی فوتبال زیر ۱۷ سال انگلستان و زیر ۱۸ سال انگلستان بازی کرده‌است.

## دوران باشگاهی

### ساوت‌همپتون
در هفته ماقبل آخر فصل، دویل یکی از سه بازیکن آکادمی بود که برای تمرین با تیم اصلی برای مسابقه لیگ برتر مقابل باشگاه فوتبال برایتون اند هوو آلبیون در ۲۱ مه ۲۰۲۳، ارتقا یافت. دویل متعاقباً در ترکیب روز مسابقه قرار گرفت و در نیمه دوم به عنوان یک تعویض برای اولین بازی حرفه ای خود در رده بزرگسالان ظاهر شد.